# Monte Bellevue de l'Inini
Bellevue de l'Inini (o simplemente Monte Bellevue) es el punto más alto de la Guayana Francesa, un departamento de ultramar de Francia, con una altitud de 851 metros. Forma parte del Macizo de Guayana y se encuentra en la ciudad de Maripasoula.